# Gerard van Berkel
Gerard van Berkel was een gegoede burger, die in 1380 de heerlijkheid Asten  kocht, samen met de ridder Ricout de Cock, van Jan van Cuijk. Ricout raakte geregeld in geldnood en verkocht dan een deel van zijn rechten. Ricout overleed niet lang na 1387, en had schulden. De schuldeiser legde beslag op de bezittingen en Gerard kocht ze, en kreeg zo de gehele heerlijkheid in zijn bezit.
Gerard van Berkel woonde voornamelijk te 's-Hertogenbosch, waar hij tussen 1370 en 1397 zevenmaal schepen was. Hij had te Asten het landgoed Ten Perre in zijn bezit, dat een landbouwbedrijf was waaraan opbrengsten waren verbonden. Nadat hij de heerlijkheid had verworven deed hij omstreeks 1395 Ten Perre van de hand. Hij werd beleend door de Hertog van Brabant, die zijn rechten dus erkende. Hiermee was de heerlijkheid niet langer meer in het bezit van de oude adel.
Gerard van Berkel heeft de voorloper van het kasteel van Asten uitgebouwd tot een beter verdedigbaar kasteel, in 1399 voor het eerst 't Huys tot Asten geheten. De voorloper zal een manio geweest zijn, een min of meer versterkte cijnshoeve. Het is niet zeker of het Kasteel Asten op de plaats van de oorspronkelijke mansio is gebouwd.
In 1417 werd Gerard van Berkel opgevolgd door zijn zoon Goossen van Berkel.